# Meloengewelf
Een meloengewelf is een kruisgewelf dat uit acht door ribben gescheiden bolvormige gewelfkappen bestaat. 
Schematisch lijkt het op een halve bol. De ribben van het gewelf, die aan de bovenzijde in een ring samenkomen, hebben geen dragende functie. Dit type gewelf komt met name voor in romanogotische kerken in het noorden van Nederland.  